# Gregor Praml
Gregor Praml (* 16. Juni 1974 in Offenbach am Main) ist ein deutsch-französischer Jazzmusiker (Kontrabass, E-Bass, Komposition) und Hörfunkjournalist, der seit 2023 auch die Frankfurter Romanfabrik leitet.

## Leben und Wirken
Praml, Sohn des Theatermachers Willy Praml, wurde von diesem an die Musik herangeführt. Mit seiner Schwester Joanna durfte er den Vater zu Proben ins Theater begleiten. Im Alter von sechs Jahren lernte er Klavier, später Fagott. Als sich die Eltern trennten, zog er mit seiner Mutter nach Paris, wo er das Gymnasium besuchte. Später lebte er in Hamburg und machte schließlich in Düsseldorf Abitur. Bis 1999 studierte er Jazz- und Popularmusik an der Hochschule für Musik Franz Liszt Weimar.
Als Musiker gehörte Praml zum Ensemble Mi Loco Tango, das international mehrfach ausgezeichnet wurde, und veröffentlichte mit diesem zwei Alben. Auch war er neben Pianist Jens Hubert und Schlagzeuger Bernhard Schullan Mitglied im Jazz-Trio tri.of.us. Weiterhin entwickelte er sein Soloprojekt Bass en Solo. Außerdem ist er Mitglied im Quintett Siempre Loco und bildete ein Duo mit dem Akkordeonisten Vassily Dück. Daneben arrangierte und komponierte er für das Theater, aber auch für Film- und Tanzproduktionen. Auch war er an Kinderlieder-CDs beteiligt. Zu dem Buch „Der Schrecken verliert sich vor Ort“ von Monika Held entwickelte er die Performance „In Auschwitz gab es keine Vögel.“ Seit 2018 war er Gastgeber der Konzert-Talk-Reihe „The Lokal Listener“ im Künstlerhaus Mousonturm. Daneben war er seit 2003 als freier Musikredakteur beim Hessischen Rundfunk tätig.
Als Nachfolger von Michael Hohmann ist Praml seit 2023 Geschäftsführer und künstlerischer Leiter der Romanfabrik.

## Preise und Auszeichnungen
Als Solist wurde Praml beim Internationalen Sperger Kontrabasswettbewerbs 2020 für sein Werk „Frühlingsprolog“ ausgezeichnet. Für die Tanztheaterstücke Angsthasen und Gänsehaut und Espenlaub (zu denen er die Musik verfasste) erhielt er 2022 gemeinsam mit Hennermanns Horde den Kinder- und Jugendtheaterpreis Karfunkel.